# 조니 갈레키
조니 갈레키(Johnny Galecki, 1975년 4월 30일 ~ )는 미국의 배우다.

## 출연작품
- 2019 《안녕 베일리》| 미국 가족| 조연 헨리 역

- 2017 《링스》| 미국 공포| 조연 가브리엘 역

- 2013 《더 인비테이션》| 미국 스릴러| 주연

- 2013 《CBGB》| 미국 드라마| 조연 테리 오크 역

- 2012 《빅 뱅 이론 6》| 미국 드라마| 주연 레너드 역

- 2011 《빅 뱅 이론 5》| 미국 코미디, 드라마| 주연 레너드 역

- 2011 《인 타임》| 미국 SF, 액션, 스릴러|조연 보렐 역

- 2010 《빅 뱅 이론 4》| 미국 코미디| 주연 레너드 역

- 2009 《빅 뱅 이론 3》| 미국 코미디| 주연 레너드 역

- 2009 《테이블 포 쓰리》| 미국 코미디, 멜로/애정/로맨스

- 2008 《빅 뱅 이론 2》| 주연 레너드 역

- 2008 《핸콕》| 미국 액션, 판타지, 코미디, 드라마| 조연 제레미 역

- 2007 《빅 뱅 이론 1》| 미국 코미디| 주연 레너드 역

- 2006 《마이 보이즈》| 미국 코미디| 조연

- 2004 《크리스탈》| 미국 드라마, 범죄| 조연 베리 역

- 2003 《희망과 신념》| 미국| 조연

- 2003 《부키스》| 독일 미국 코미디, 스릴러, 드라마| 조연 쥬드 역

- 2001 《바닐라 스카이》| 미국 미스터리, 스릴러, SF, 멜로/애정/로맨스, 드라마| 조연

- 2000 《모나리자와 피아니스트》| 미국| 조연

- 2000 《바운스》| 미국 멜로/애정/로맨스, 드라마| 조연

- 1997 《나는 네가 지난 여름에 한 일을 알고 있다》| 미국 범죄, 공포, 미스터리, 스릴러| 주연 맥스 누릭 역

- 1997 《빈》| 영국 코미디| 조연 스팅고 휠리 역

- 1994 《위다웃 컨센트》| 미국 드라마| 조연

## 수상내역
- 1994년 영 아티스트 어워드 베스트 유스 코미디언상을 수상했다.